# 邓仕均
邓仕均（1916年—1952年），四川苍溪人，中国人民解放军将领。

## 生平
1933年参加中国工农红军。1935年加入中国共产党。参加过长征，负过12次伤，曾荣获模范共产党员、生产模范、工作模范等光荣称号。抗日战争时期，在1943年反击日军扫荡中，毙敌20多人。同年，又在北岳沟反击日军斗中，率全连激战一天，打退敌7次冲锋，杀伤敌70多人，粉碎了日寇合击，掩护了主力的安全转移，因而被授予晋察冀边区子弟兵战斗英雄称号和一等英雄奖章。中华人民共和国成立后，参加中国人民志愿军赴朝作战，在1952年6月第五次战役中牺牲。